# Crepidotus fulvifibrillosus
Crepidotus fulvifibrillosus är en svampart som beskrevs av Murrill 1917. Crepidotus fulvifibrillosus ingår i släktet rödmusslingar och familjen Inocybaceae.  Utöver nominatformen finns också underarten meristocystis.